# Delphine (film, 1969)
Pour plus de détails, voir Fiche technique et Distribution.
Delphine est un film français réalisé par Éric Le Hung et sorti en 1969.

## Synopsis
Delphine est une journaliste de trente ans entourée d'amis et d'amants. Absorbée par son travail, elle prend conscience de la vacuité de sa vie lorsqu'elle rencontre le peintre Portal.

## Fiche technique
- Titre : Delphine
- Réalisation : Éric Le Hung, assisté de Patrick Bureau
- Scénario : Éric Le Hung et Jeanne Cressanges
- Dialogues : Paul Gégauff
- Photographie : René Mathelin
- Décors : Maurice Petri
- Son : Guy Villette
- Montage : Robert et Monique Isnardon
- Musique : Roland Vincent
- Production : OPERA (Office de Productions, Éditions et Réalisations Artistiques)
- Pays de production :  France
- Tournage : du 27 septembre au 27 novembre 1968
- Genre : drame
- Durée : 90 minutes
- Date de sortie : France - 19 février 1969

## Distribution
- Dany Carrel : Delphine
- Maurice Ronet : Jean-Marc, couturier ami de Delphine
- Frédéric de Pasquale : Jean, un peintre épris de Delphine
- Paul Guers : Norman, architecte en vue
- Nino Ferrer : Luc, un amant de Delphine
- Jacques Balutin : le photographe travaillant avec Delphine
- Dani Graule : l'assistante de Delphine
- Monique Mélinand : la mère de Marie devenue Delphine
- Jean Luisi
- Dominique Zardi : le philosophe de comptoir